# Túnel El Tinoco
El túnel El Tinoco es un túnel ferroviario situado a 15 kilómetros de San José de Maipo. Es parte de la ruta G-25 Camino El Volcán, Sector El Jaboncillo, ubicado en el km 43,6 km y cuenta con una longitud de 493 metros. Construido entre los años 1911 y 1914, es considerado Monumento Histórico ya que formó parte del trazado por el cual pasaba el ex-ferrocarril militar (hoy convertido en tren patrimonial) que conectaba la comuna de Puente Alto con la localidad de El Volcán.
En la actualidad, el túnel El Tinoco es visitado por los turistas quienes gustan de realizar su recorrido a pie debido a la oscuridad del mismo y a las leyendas que rodean la construcción. Al finalizar el recorrido es posible visitar la animita de "El Willy", la cual es reconocida por los habitantes del sector como milagrosa.

## Historia

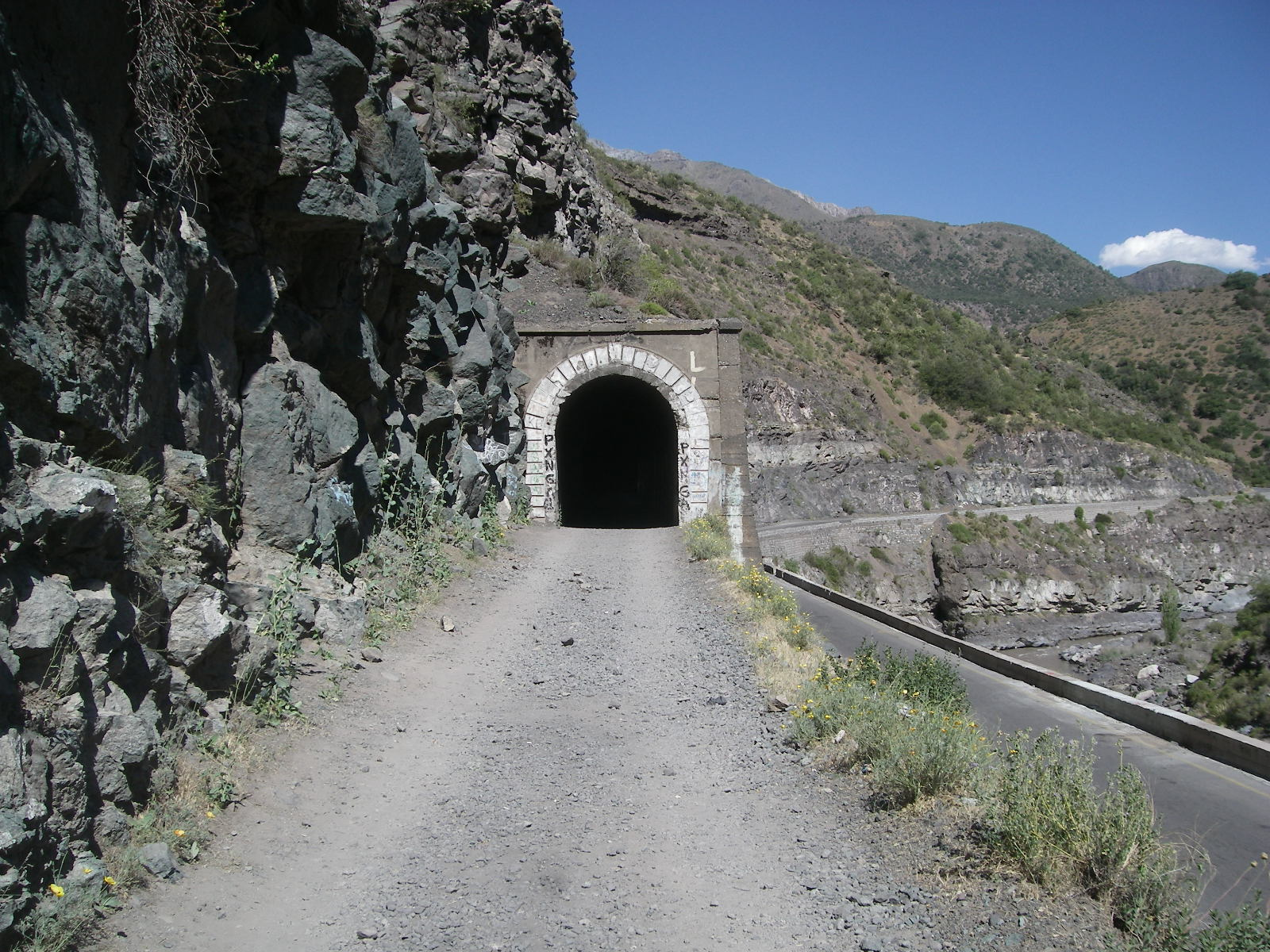
Vista exterior, entrada al túnel.

El ferrocarril comenzó a ser construido en 1906 con motivo de comunicar la capital de Chile con Argentina a través del Cajón del Maipo, inaugurándose el 1 de marzo de 1910. La construcción de la vía férrea abarcó tres etapas de su extensión: la primera etapa llegaría hasta El Canelo (km 13), luego la segunda en 1911 hasta El Melocotón (km 35). Estas dos etapas estuvieron a cargo del Ministerio de Ferrocarriles de aquella época. La tercera etapa, por otra parte, finalizó el 9 de junio de 1914 llegando hasta El Volcán (km 60), y su construcción fue desarrollada por Ingenieros Militares del Batallón de Ferrocarrileros, por lo que la maestranza se ubicó en el Regimiento de Ingenieros Ferrocarrileros de Puente Alto. Contaba con nueve estaciones: La Obra, El Canelo, El Manzano, San José de Maipo, El Melocotón, San Alfonso, San Gabriel, El Romeral y la estación final El Volcán.
Es en este contexto que el túnel es construido, siendo parte del recorrido que une las localidades de San Alfonso y San Gabriel. Esta gran obra de ingeniería tallada en roca estuvo a cargo por el ingeniero comisionado de la Dirección de Obras Públicas, Alberto Lira Orrego, quien realizó un informe preliminar sobre la viabilidad del proyecto. El informe de Lira fue complementado en 1899 con las exploraciones realizadas por el director de los Ferrocarriles del Estado, Ramón García, el General Booner Rivera y el ingeniero Boleslao Kulezeski, además de otro recorrido efectuado por los ingenieros Domingo Víctor Santa María, Omer Huet y Emilio Mujica. Además del propósito de conectar ambos países vecinos, el ferrocarril permitiría facilitar el traslado de minerales extraídos en las minas de Lo Valdés hacia la localidad de El Volcán donde serían procesados, por lo que el gasto de su construcción quedaría bien saldado, y su inversión, justificada.

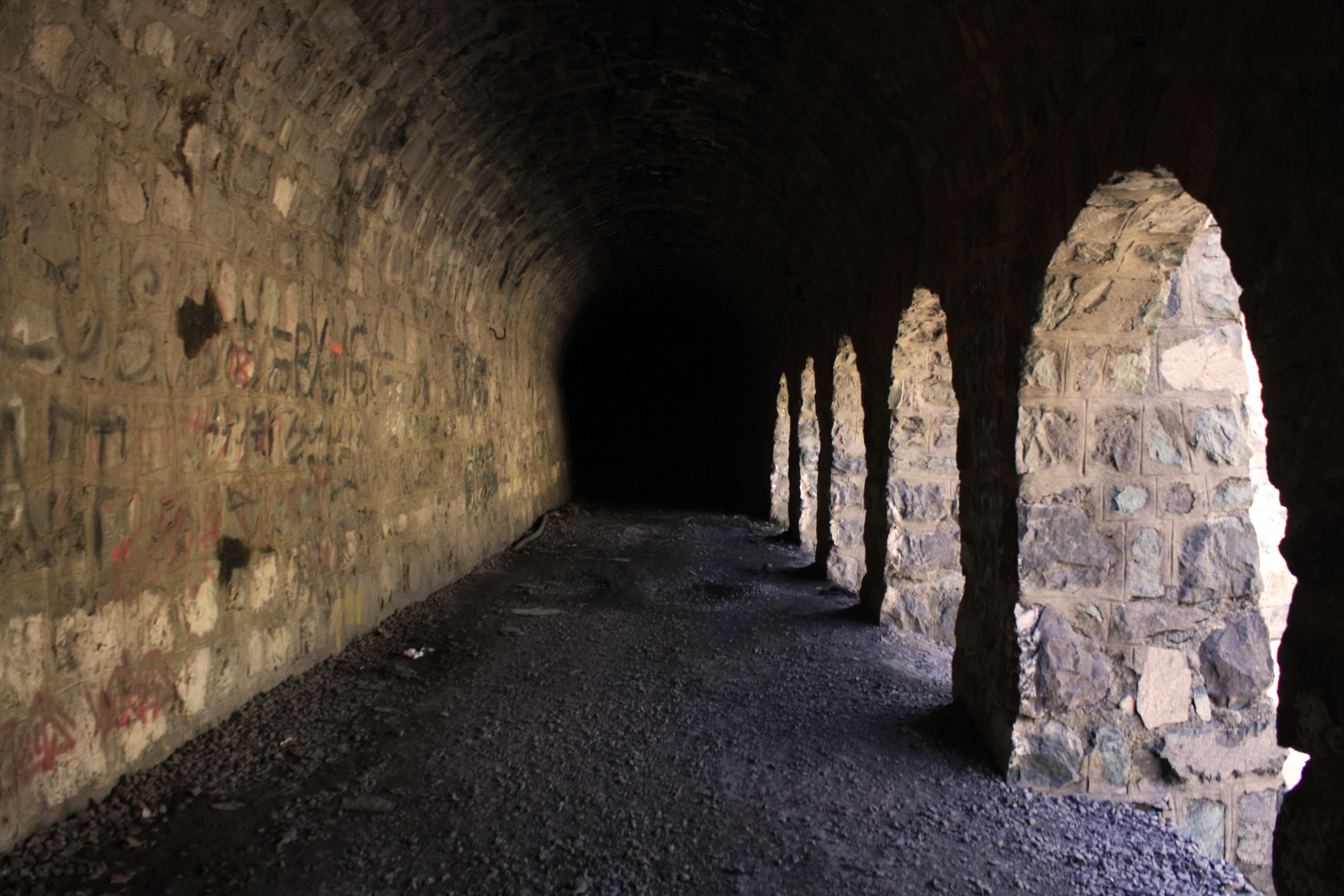
Interior túnel El Tinoco.

El ferrocarril funcionó sin problemas hasta 1978, pero con el pasar de los años su trayecto se fue acortando progresivamente, hasta que en 1985 fue cerrado en forma definitiva, desmantelando en 1988 todo el tendido ferroviario, pero conservando las estructuras que conformaron su recorrido, quedando así el túnel en el abandono. Posteriormente, en 1991, mediante el Decreto N° 423, todas las estructuras que implicaron el recorrido ferroviario fueron declaradas Monumento Histórico debido a su interés arquitectónico y patrimonial, siendo hoy parte importante del patrimonio cultural de la provincia de Cordillera.

## En la cultura popular
- La serie de televisión chilena El día menos pensado realizó su secuencia de apertura de la primera temporada dentro de este túnel.
- Muchas personas aseguran sentir presencias paranormales y psicofonías una vez dentro del túnel, razón por la cual es conocido popularmente por sus visitantes como "el túnel del diablo".